# 渡部俊弘
渡部 俊弘（わたなべ としひろ、1952年 - ）は、日本の農芸化学者、東京農業大学名誉教授・北海道文教大学学長。

## 人物・来歴
北海道沙流郡門別町（現日高町）生まれ。1977年東京農業大学農学部卒業。1979年同大大学院修士課程修了。北海道栄養短期大学助手、講師、1989年東京農業大学生物産業学部食品科学科講師、助教授を経て2000年教授。東京農大バイオインダストリー社長などを経て2014年同大副学長に就任。2018年北海道文教大学学長に就任。1996年東京農業大学・博士（農芸化学）。

## 著書
- 『人とつながる「笑いと涙」の40年 恵庭で描く地方大学のプラットフォーム構想』丸善プラネット 丸善出版 (発売)  2021.3

### 共編著・監修
- 『バイオテクノロジーへの基礎実験』桃木芳枝共編. 三共出版, 1992.11
- 『食品理化学実験書 図・フローチャート方式で理解する』高野克己共編著,佐藤広顕[ほか]共著. 三共出版, 2000.5
- 『基礎食品学実験書 第2版』中村カホル,滝田聖親共編, 佐藤広顕 [ほか]共著. 三共出版, 2002.3
- 『初歩からのバイオ実験 ゲノムからプロテオームへ』大山徹共編著. 三共出版, 2002.5
- 『パソコンで学ぶ食品化学 目で見る食品成分とその変化』高野克己共編著. 三共出版, 2005.5
- 『新基礎食品学実験書』滝田聖親,大石祐一,服部一夫共著. 三共出版, 2007.4
- 『パソコンで学ぶ元気で生きる健康科学 栄養・運動・ストレッチ』荒川義人共編著. 三共出版, 2011.6
- 『企業と学ぶ化粧学 アルビオン寄附講座』小林章一共編著. 三共出版, 2015.10
- 『生物産業学のフロンティア フィールド研究と地域連携』黒瀧秀久共監修, 東京農業大学生物産業学部編. 三共出版, 2015.3
- 『新食品理化学実験書』髙野克己共編著, 内野昌孝, 佐藤広顕, 辻井良政, 中澤洋三, 野口治子, 山﨑雅夫共著. 三共出版, 2016.4
- 『トシさんが行く! 北海道の食の礎を築いた鶴岡トシのパワフル人生記』監修. 北海道文教大学出版会, 2021.9

## 論文
- <渡部俊弘